# Арка Траяна (Тимгад)
Арка Траяна — римская триумфальная арка, расположенная в городе Тимгад (древний Тамугади), недалеко от Батны в Алжире. Арка была возведена в период конца II — начала III веков.
Трехсводчатая арка представляла собой западные ворота города, начало декумануса максимуса и окончание дороги, идущей из Ламбаэсиса .

## История
Надпись на аттике свидетельствует об основании колонии Траяном в 100 году. Декоративное украшение ворот с рельефным веделением сторон боковых арок, две выступающие и сильно контрастирующие боковые эдикулы, а также богатое убранство архитектурных элементов, дают основание археологам предполагать более позднюю датировку строительства арки в сравнении с указанной датой на аттике.
Арка вместе со всем археологическим объектом Тимгад внесена в список Всемирного наследия ЮНЕСКО с 1982 года.

## Описание
Общая высота строения достигает высоты 12 метров, высота проёма центральной арки в 6 метров позволяло проезжать транспортным средствам, оставившим глубокие колеи в участке дороги под аркой. Боковые арки высотой 3,75 метра каждая предназначались для пешеходов.
Над боковыми арками с обеих сторон расположены глубокие прямоугольные ниши, фланкированные эдикулами с гладкими коринфскими колоннами из цветного мрамора на полках. Ниши были предназначены для размещения статуй, которые сейчас утрачены. Боковые арки и ниши обрамляли две красные коринфские колонны, отделенные от стен и поддерживаемые пьедесталами. Антаблемент, проходящий через стену над боковыми арками, выступает над колоннами, а на него в свою очередь опирается криволинейный фронтон. Аттик, возможно, был увенчан группой монументальных статуй.
Позже к арке были добавлены другие скульптуры, среди которых статуи Марса и Конкордии, воздвигнутые при императоре Септимии Севере Луцием Лицинием Оптатианом по случаю его избрания пожизненным фламэном колонии.